# Castel Guelfo di Bologna
Pour les articles homonymes, voir Bologna (homonymie).
Castel Guelfo di Bologna est une commune italienne de la ville métropolitaine de Bologne, dans la région Émilie-Romagne.

## Administration
| Période                                  | Période      | Identité             | Étiquette     | Qualité |
| ---------------------------------------- | ------------ | -------------------- | ------------- | ------- |
| 29 décembre 1986                         | 4 mars 1993  | Valter Sarti         | PSI           |         |
| 26 avril 1993                            | 13 juin 1999 | Luciano Olivieri     | PDS           |         |
| 14 juin 1999                             | 7 juin 2009  | Dino Landi           | Centre gauche |         |
| 8 juin 2009                              | En cours     | Cristina Carpeggiani | Centre gauche |         |
| Les données manquantes sont à compléter. |              |                      |               |         |

### Communes limitrophes
Castel San Pietro Terme, Dozza, Imola, Medicina